# Покр-Масрік
Покр-Масрік (вірм. Փոքր Մասրիկ) — село в марзі Гегаркунік, на сході Вірменії. Село розташоване на трасі Єреван — Севан — Шоржа — Варденіс, за 10 км на північ від останнього, поруч з селами Мец Масрік, Норакерт, Гегамасар та Арпунк. В селі є церква 12 століття.